# Lista över fornlämningar i Sollentuna kommun
Lista över fornlämningar i Sollentuna kommun är en förteckning av ett urval av de fornlämningar som finns i Sollentuna kommun.

## Sollentuna
| Namn                                              | Lämningstyp                      | Tillkomsttid                       | Historisk indelning | Plats                                                                        | Läge                 | ID-nr          | Bild                                      |
| ------------------------------------------------- | -------------------------------- | ---------------------------------- | ------------------- | ---------------------------------------------------------------------------- | -------------------- | -------------- | ----------------------------------------- |
| Sollentuna 1:1                                    | Stensättning                     |                                    | Sollentuna, Uppland |                                                                              | 59.407920, 17.993536 | 10008700010001 | Ladda upp en bild av detta fornminne      |
| Sollentuna 7:1                                    | Gravfält                         |                                    | Sollentuna, Uppland |                                                                              | 59.413310, 17.982715 | 10008700070001 | Ladda upp en bild av detta fornminne      |
| Sollentuna 8:1                                    | Hög                              |                                    | Sollentuna, Uppland |                                                                              | 59.417716, 17.979395 | 10008700080001 | Ladda upp en bild av detta fornminne      |
| Sollentuna 8:2                                    | Hög                              |                                    | Sollentuna, Uppland |                                                                              | 59.417487, 17.979353 | 10008700080002 | Ladda upp en bild av detta fornminne      |
| Sollentuna 8:3                                    | Hög                              |                                    | Sollentuna, Uppland |                                                                              | 59.417387, 17.979441 | 10008700080003 | Ladda upp en bild av detta fornminne      |
| Sollentuna 10:1                                   | Hög                              |                                    | Sollentuna, Uppland |                                                                              | 59.417891, 17.979108 | 10008700100001 | Ladda upp en bild av detta fornminne      |
| Sollentuna 10:2                                   | Stensättning                     |                                    | Sollentuna, Uppland |                                                                              | 59.417929, 17.979343 | 10008700100002 | Ladda upp en bild av detta fornminne      |
| Sollentuna 11:1                                   | Gravfält                         |                                    | Sollentuna, Uppland |                                                                              | 59.418501, 17.976970 | 10008700110001 | Ladda upp en bild av detta fornminne      |
| Sollentuna 12:1                                   | Hög                              |                                    | Sollentuna, Uppland |                                                                              | 59.418842, 17.978015 | 10008700120001 | Ladda upp en bild av detta fornminne      |
| Sollentuna 14:1                                   | Gravfält                         |                                    | Sollentuna, Uppland |                                                                              | 59.419008, 17.970390 | 10008700140001 | Ladda upp en bild av detta fornminne      |
| Sollentuna 15:1                                   | Hög                              |                                    | Sollentuna, Uppland |                                                                              | 59.418431, 17.968602 | 10008700150001 | Ladda upp en bild av detta fornminne      |
| Sollentuna 16:1                                   | Gravfält                         |                                    | Sollentuna, Uppland |                                                                              | 59.417087, 17.966648 | 10008700160001 | Ladda upp en bild av detta fornminne      |
| Sollentuna 17:1                                   | Gravfält                         |                                    | Sollentuna, Uppland |                                                                              | 59.416498, 17.965643 | 10008700170001 | Ladda upp en bild av detta fornminne      |
| Sollentuna 20:1                                   | Stensättning                     |                                    | Sollentuna, Uppland |                                                                              | 59.419778, 17.963428 | 10008700200001 | Ladda upp en bild av detta fornminne      |
| Sollentuna 21:1                                   | Stensättning                     |                                    | Sollentuna, Uppland |                                                                              | 59.420431, 17.963455 | 10008700210001 | Ladda upp en bild av detta fornminne      |
| Sollentuna 22:1                                   | Gravfält                         |                                    | Sollentuna, Uppland |                                                                              | 59.421973, 17.964766 | 10008700220001 | Ladda upp en bild av detta fornminne      |
| Sollentuna 27:1                                   | Gravfält                         |                                    | Sollentuna, Uppland |                                                                              | 59.424377, 17.960743 | 10008700270001 | Ladda upp en bild av detta fornminne      |
| Kungshögen eller Kung Agnes hög (Sollentuna 28:1) | Gravfält                         | Järnåldern                         | Sollentuna, Uppland | S om Sollentuna Centrum. Park Ö om Stockholmsvägen och S om Kung Agne:s väg. | 59.424969, 17.953829 | 10008700280001 | Ladda upp en till bild av detta fornminne |
| Sollentuna 29:1                                   | Stensättning                     |                                    | Sollentuna, Uppland |                                                                              | 59.420937, 17.974473 | 10008700290001 | Ladda upp en bild av detta fornminne      |
| Sollentuna 31:1                                   | Stensättning                     |                                    | Sollentuna, Uppland |                                                                              | 59.419626, 17.973346 | 10008700310001 | Ladda upp en bild av detta fornminne      |
| Sollentuna 33:1                                   | Stensättning                     |                                    | Sollentuna, Uppland |                                                                              | 59.422825, 17.975942 | 10008700330001 | Ladda upp en bild av detta fornminne      |
| Sollentuna 33:2                                   | Stensättning                     |                                    | Sollentuna, Uppland |                                                                              | 59.422774, 17.976115 | 10008700330002 | Ladda upp en bild av detta fornminne      |
| Sollentuna 35:1                                   | Gravfält                         |                                    | Sollentuna, Uppland |                                                                              | 59.419929, 17.972403 | 10008700350001 | Ladda upp en bild av detta fornminne      |
| Sollentuna 37:1                                   | Gravfält                         |                                    | Sollentuna, Uppland |                                                                              | 59.421623, 17.968328 | 10008700370001 | Ladda upp en till bild av detta fornminne |
| Sollentuna 38:1                                   | Stensättning                     |                                    | Sollentuna, Uppland |                                                                              | 59.422363, 17.966685 | 10008700380001 | Ladda upp en bild av detta fornminne      |
| Sollentuna 44:1                                   | Hög                              |                                    | Sollentuna, Uppland |                                                                              | 59.426874, 17.957848 | 10008700440001 | Ladda upp en bild av detta fornminne      |
| Sollentuna 44:2                                   | Hög                              |                                    | Sollentuna, Uppland |                                                                              | 59.426853, 17.958093 | 10008700440002 | Ladda upp en bild av detta fornminne      |
| Sollentuna 44:3                                   | Hög                              |                                    | Sollentuna, Uppland |                                                                              | 59.426781, 17.958187 | 10008700440003 | Ladda upp en bild av detta fornminne      |
| Sollentuna 44:4                                   | Hög                              |                                    | Sollentuna, Uppland |                                                                              | 59.426698, 17.958301 | 10008700440004 | Ladda upp en bild av detta fornminne      |
| Sollentuna 45:1                                   | Hög                              |                                    | Sollentuna, Uppland |                                                                              | 59.420562, 17.955230 | 10008700450001 | Ladda upp en bild av detta fornminne      |
| Sollentuna 45:2                                   | Hög                              |                                    | Sollentuna, Uppland |                                                                              | 59.420687, 17.955084 | 10008700450002 | Ladda upp en bild av detta fornminne      |
| Sollentuna 46:1                                   | Stensättning                     |                                    | Sollentuna, Uppland |                                                                              | 59.418749, 17.954529 | 10008700460001 | Ladda upp en bild av detta fornminne      |
| Sollentuna 46:2                                   | Stensättning                     |                                    | Sollentuna, Uppland |                                                                              | 59.418753, 17.954318 | 10008700460002 | Ladda upp en bild av detta fornminne      |
| Sollentuna 46:3                                   | Stensättning                     |                                    | Sollentuna, Uppland |                                                                              | 59.418676, 17.953949 | 10008700460003 | Ladda upp en bild av detta fornminne      |
| Hersbygravfältet (Sollentuna 47:1)                | Grav- och boplatsområde          |                                    | Sollentuna, Uppland |                                                                              | 59.420583, 17.953752 | 10008700470001 | Ladda upp en bild av detta fornminne      |
| Sollentuna 48:1                                   | Stensättning                     |                                    | Sollentuna, Uppland |                                                                              | 59.421567, 17.952729 | 10008700480001 | Ladda upp en bild av detta fornminne      |
| Sollentuna 50:1                                   | Gravfält                         |                                    | Sollentuna, Uppland |                                                                              | 59.421645, 17.951097 | 10008700500001 | Ladda upp en bild av detta fornminne      |
| Sollentuna 53:1                                   | Stensättning                     |                                    | Sollentuna, Uppland |                                                                              | 59.422161, 17.949957 | 10008700530001 | Ladda upp en bild av detta fornminne      |
| Sollentuna 54:1                                   | Röse                             |                                    | Sollentuna, Uppland |                                                                              | 59.458123, 17.977890 | 10008700540001 | Ladda upp en bild av detta fornminne      |
| Sollentuna 57:1                                   | Röse                             |                                    | Sollentuna, Uppland |                                                                              | 59.454088, 17.990262 | 10008700570001 | Ladda upp en bild av detta fornminne      |
| Sollentuna 57:2                                   | Röse                             |                                    | Sollentuna, Uppland |                                                                              | 59.454216, 17.990144 | 10008700570002 | Ladda upp en bild av detta fornminne      |
| Sollentuna 57:3                                   | Röse                             |                                    | Sollentuna, Uppland |                                                                              | 59.454101, 17.989959 | 10008700570003 | Ladda upp en bild av detta fornminne      |
| Sollentuna 58:1                                   | Stensättning                     |                                    | Sollentuna, Uppland |                                                                              | 59.452348, 17.985503 | 10008700580001 | Ladda upp en bild av detta fornminne      |
| Sollentuna 58:2                                   | Stensättning                     |                                    | Sollentuna, Uppland |                                                                              | 59.452213, 17.985419 | 10008700580002 | Ladda upp en bild av detta fornminne      |
| Sollentuna 59:1                                   | Stensättning                     |                                    | Sollentuna, Uppland |                                                                              | 59.455260, 17.980786 | 10008700590001 | Ladda upp en bild av detta fornminne      |
| Sollentuna 60:1                                   | Röse                             |                                    | Sollentuna, Uppland |                                                                              | 59.455628, 17.980150 | 10008700600001 | Ladda upp en bild av detta fornminne      |
| Sollentuna 61:1                                   | Gravfält                         |                                    | Sollentuna, Uppland |                                                                              | 59.451055, 17.993913 | 10008700610001 | Ladda upp en bild av detta fornminne      |
| Sollentuna 62:1                                   | Stensättning                     |                                    | Sollentuna, Uppland |                                                                              | 59.450200, 17.995649 | 10008700620001 | Ladda upp en bild av detta fornminne      |
| Sollentuna 63:1                                   | Stensättning                     |                                    | Sollentuna, Uppland |                                                                              | 59.452832, 17.982225 | 10008700630001 | Ladda upp en bild av detta fornminne      |
| Sollentuna 63:2                                   | Stensättning                     |                                    | Sollentuna, Uppland |                                                                              | 59.452483, 17.982136 | 10008700630002 | Ladda upp en bild av detta fornminne      |
| Sollentuna 64:2                                   | Stensättning                     |                                    | Sollentuna, Uppland |                                                                              | 59.453225, 17.981129 | 10008700640002 | Ladda upp en bild av detta fornminne      |
| Sollentuna 65:1                                   | Stensättning                     |                                    | Sollentuna, Uppland |                                                                              | 59.450956, 17.984566 | 10008700650001 | Ladda upp en bild av detta fornminne      |
| Sollentuna 66:1                                   | Röse                             |                                    | Sollentuna, Uppland |                                                                              | 59.451105, 17.987167 | 10008700660001 | Ladda upp en bild av detta fornminne      |
| Sollentuna 66:2                                   | Röse                             |                                    | Sollentuna, Uppland |                                                                              | 59.451017, 17.987196 | 10008700660002 | Ladda upp en bild av detta fornminne      |
| Snuggastenen U 100 (Sollentuna 67:1)              | Runristning                      | Vikingatid                         | Sollentuna, Uppland | Snuggan                                                                      | 59.461207, 17.960059 | 10008700670001 | Ladda upp en till bild av detta fornminne |
| Sollentuna 68:1                                   | Gravfält                         |                                    | Sollentuna, Uppland |                                                                              | 59.447759, 17.947802 | 10008700680001 | Ladda upp en bild av detta fornminne      |
| Sollentuna 70:1                                   | Gravfält                         |                                    | Sollentuna, Uppland |                                                                              | 59.449086, 17.954767 | 10008700700001 | Ladda upp en bild av detta fornminne      |
| Sollentuna 71:1                                   | Stensättning                     |                                    | Sollentuna, Uppland |                                                                              | 59.452224, 17.962255 | 10008700710001 | Ladda upp en bild av detta fornminne      |
| Sollentuna 71:2                                   | Stensättning                     |                                    | Sollentuna, Uppland |                                                                              | 59.452609, 17.962817 | 10008700710002 | Ladda upp en bild av detta fornminne      |
| Sollentuna 73:1                                   | Röse                             |                                    | Sollentuna, Uppland |                                                                              | 59.436993, 17.981013 | 10008700730001 | Ladda upp en bild av detta fornminne      |
| Sollentuna 73:2                                   | Stensättning                     |                                    | Sollentuna, Uppland |                                                                              | 59.437327, 17.981958 | 10008700730002 | Ladda upp en bild av detta fornminne      |
| Sollentuna 73:3                                   | Stensättning                     |                                    | Sollentuna, Uppland |                                                                              | 59.437262, 17.982510 | 10008700730003 | Ladda upp en bild av detta fornminne      |
| Jarlabankes sten (Sollentuna 74:1)                | Runristning                      | senare delen av 1000-talet         | Sollentuna, Uppland | Södersätra                                                                   | 59.448734, 17.983911 | 10008700740001 | Ladda upp en till bild av detta fornminne |
| Sollentuna 79:1                                   | Hög                              |                                    | Sollentuna, Uppland |                                                                              | 59.451612, 17.936814 | 10008700790001 | Ladda upp en bild av detta fornminne      |
| Sollentuna 79:2                                   | Hög                              |                                    | Sollentuna, Uppland |                                                                              | 59.451477, 17.936426 | 10008700790002 | Ladda upp en bild av detta fornminne      |
| Sjöbergs fornborg (Sollentuna 84:1)               | Fornborg                         | folkvandringstid ca 400 - 550 e Kr | Sollentuna, Uppland | Sjöberg                                                                      | 59.422301, 17.995967 | 10008700840001 | Ladda upp en till bild av detta fornminne |
| Sollentuna 86:1                                   | Stensättning                     |                                    | Sollentuna, Uppland | Bergendal                                                                    | 59.432059, 17.984049 | 10008700860001 | Ladda upp en bild av detta fornminne      |
| Sollentuna 86:2                                   | Stensättning                     |                                    | Sollentuna, Uppland | Bergendal                                                                    | 59.431906, 17.984440 | 10008700860002 | Ladda upp en bild av detta fornminne      |
| Sollentuna 86:3                                   | Stensättning                     |                                    | Sollentuna, Uppland | Bergendal                                                                    | 59.431970, 17.984293 | 10008700860003 | Ladda upp en bild av detta fornminne      |
| Sollentuna 87:1                                   | Stensättning                     |                                    | Sollentuna, Uppland | Bergendal                                                                    | 59.429608, 17.983553 | 10008700870001 | Ladda upp en bild av detta fornminne      |
| Sollentuna 91:1                                   | Runristning                      | Vikingatid                         | Sollentuna, Uppland | Edsberg, Edsbacka Wärdshus                                                   | 59.440915, 17.951034 | 10008700910001 | Ladda upp en till bild av detta fornminne |
| Sollentuna 91:2                                   | Grav markerad av sten/block      | Bronsålder - Järnålder             | Sollentuna, Uppland | Edsberg, Edsbacka Wärdshus                                                   | 59.441011, 17.951344 | 10008700910002 | Ladda upp en till bild av detta fornminne |
| Sollentuna 93:1                                   | Runristning                      | 1000-talet                         | Sollentuna, Uppland | Sollentunaholm                                                               | 59.467101, 17.926759 | 10008700930001 | Ladda upp en till bild av detta fornminne |
| Sollentuna 94:1                                   | Gravfält                         |                                    | Sollentuna, Uppland |                                                                              | 59.459368, 17.906606 | 10008700940001 | Ladda upp en bild av detta fornminne      |
| Sollentuna 95:1                                   | Grav- och boplatsområde          |                                    | Sollentuna, Uppland |                                                                              | 59.458441, 17.903123 | 10008700950001 | Ladda upp en bild av detta fornminne      |
| Sollentuna 97:1                                   | Grav- och boplatsområde          |                                    | Sollentuna, Uppland |                                                                              | 59.459777, 17.901541 | 10008700970001 | Ladda upp en bild av detta fornminne      |
| Sollentuna 101:1                                  | Runristning                      | Vikingatid                         | Sollentuna, Uppland | Skillinge                                                                    | 59.466146, 17.906887 | 10008701010001 | Ladda upp en till bild av detta fornminne |
| Sollentuna 102:1                                  | Gravfält                         |                                    | Sollentuna, Uppland |                                                                              | 59.466511, 17.905434 | 10008701020001 | Ladda upp en bild av detta fornminne      |
| Sollentuna 103:1                                  | Stensättning                     |                                    | Sollentuna, Uppland |                                                                              | 59.464853, 17.900227 | 10008701030001 | Ladda upp en bild av detta fornminne      |
| Sollentuna 103:2                                  | Hög                              |                                    | Sollentuna, Uppland |                                                                              | 59.464689, 17.900546 | 10008701030002 | Ladda upp en bild av detta fornminne      |
| Kullhagen ("Krigshagen") (Sollentuna 105:1)       | Gravfält                         |                                    | Sollentuna, Uppland |                                                                              | 59.469772, 17.908341 | 10008701050001 | Ladda upp en bild av detta fornminne      |
| Skillingehagen (Sollentuna 106:1)                 | Gravfält                         |                                    | Sollentuna, Uppland |                                                                              | 59.471105, 17.900608 | 10008701060001 | Ladda upp en bild av detta fornminne      |
| Sollentuna 109:1                                  | Gravfält                         |                                    | Sollentuna, Uppland |                                                                              | 59.472439, 17.901692 | 10008701090001 | Ladda upp en bild av detta fornminne      |
| U 94 (Sollentuna 110:1)                           | Runristning                      |                                    | Sollentuna, Uppland | Sollentuna kyrka                                                             | 59.466495, 17.918811 | 10008701100001 | Ladda upp en till bild av detta fornminne |
| U 95 (Sollentuna 110:2)                           | Runristning                      |                                    | Sollentuna, Uppland | Sollentuna kyrka                                                             | 59.466531, 17.918922 | 10008701100002 | Ladda upp en till bild av detta fornminne |
| Sollentuna 112:1                                  | Gravfält                         |                                    | Sollentuna, Uppland |                                                                              | 59.474428, 17.886386 | 10008701120001 | Ladda upp en bild av detta fornminne      |
| Sollentuna 113:1                                  | Gravfält                         |                                    | Sollentuna, Uppland |                                                                              | 59.473981, 17.888763 | 10008701130001 | Ladda upp en bild av detta fornminne      |
| Sollentuna 114:1                                  | Stensättning                     |                                    | Sollentuna, Uppland |                                                                              | 59.464137, 17.893655 | 10008701140001 | Ladda upp en bild av detta fornminne      |
| Sollentuna 114:2                                  | Stensättning                     |                                    | Sollentuna, Uppland |                                                                              | 59.464038, 17.893653 | 10008701140002 | Ladda upp en bild av detta fornminne      |
| Sollentuna 115:1                                  | Gravfält                         |                                    | Sollentuna, Uppland |                                                                              | 59.464157, 17.891788 | 10008701150001 | Ladda upp en bild av detta fornminne      |
| Sollentuna 116:1                                  | Gravfält                         |                                    | Sollentuna, Uppland |                                                                              | 59.462674, 17.890158 | 10008701160001 | Ladda upp en bild av detta fornminne      |
| Sollentuna 117:1                                  | Gravfält                         |                                    | Sollentuna, Uppland |                                                                              | 59.462486, 17.888021 | 10008701170001 | Ladda upp en bild av detta fornminne      |
| Sollentuna 130:1                                  | Gravfält                         |                                    | Sollentuna, Uppland |                                                                              | 59.430354, 17.883217 | 10008701300001 | Ladda upp en bild av detta fornminne      |
| Sollentuna 131:1                                  | Röse                             |                                    | Sollentuna, Uppland |                                                                              | 59.427507, 17.883603 | 10008701310001 | Ladda upp en bild av detta fornminne      |
| Sollentuna 131:2                                  | Stensättning                     |                                    | Sollentuna, Uppland |                                                                              | 59.427606, 17.883329 | 10008701310002 | Ladda upp en bild av detta fornminne      |
| Sollentuna 132:1                                  | Gravfält                         |                                    | Sollentuna, Uppland |                                                                              | 59.448230, 17.876835 | 10008701320001 | Ladda upp en bild av detta fornminne      |
| Sollentuna 133:1                                  | Stensättning                     |                                    | Sollentuna, Uppland |                                                                              | 59.455477, 17.861475 | 10008701330001 | Ladda upp en bild av detta fornminne      |
| Sollentuna 134:1                                  | Gravfält                         |                                    | Sollentuna, Uppland |                                                                              | 59.440424, 17.903399 | 10008701340001 | Ladda upp en bild av detta fornminne      |
| Sollentuna 135:1                                  | Stensättning                     |                                    | Sollentuna, Uppland |                                                                              | 59.441986, 17.907012 | 10008701350001 | Ladda upp en bild av detta fornminne      |
| Sollentuna 135:2                                  | Stensättning                     |                                    | Sollentuna, Uppland |                                                                              | 59.442096, 17.906941 | 10008701350002 | Ladda upp en bild av detta fornminne      |
| Sollentuna 136:1                                  | Stensättning                     |                                    | Sollentuna, Uppland |                                                                              | 59.441729, 17.908345 | 10008701360001 | Ladda upp en bild av detta fornminne      |
| Sollentuna 137:1                                  | Gravfält                         |                                    | Sollentuna, Uppland |                                                                              | 59.441074, 17.909823 | 10008701370001 | Ladda upp en bild av detta fornminne      |
| Sollentuna 138:1                                  | Gravfält                         |                                    | Sollentuna, Uppland |                                                                              | 59.439535, 17.909006 | 10008701380001 | Ladda upp en bild av detta fornminne      |
| Sollentuna 139:1                                  | Gravfält                         |                                    | Sollentuna, Uppland |                                                                              | 59.437020, 17.916675 | 10008701390001 | Ladda upp en bild av detta fornminne      |
| Sollentuna 141:1                                  | Fornborg                         |                                    | Sollentuna, Uppland | S om Stora Viby, V om Ravalen                                                | 59.445784, 17.900640 | 10008701410001 | Ladda upp en bild av detta fornminne      |
| Sollentuna 142:1                                  | Stensättning                     |                                    | Sollentuna, Uppland |                                                                              | 59.442702, 17.898477 | 10008701420001 | Ladda upp en bild av detta fornminne      |
| Sollentuna 143:1                                  | Stensättning                     |                                    | Sollentuna, Uppland |                                                                              | 59.444206, 17.892559 | 10008701430001 | Ladda upp en bild av detta fornminne      |
| Sollentuna 143:2                                  | Stensättning                     |                                    | Sollentuna, Uppland |                                                                              | 59.444303, 17.892610 | 10008701430002 | Ladda upp en bild av detta fornminne      |
| Sollentuna 144:1                                  | Gravfält                         |                                    | Sollentuna, Uppland |                                                                              | 59.440905, 17.898658 | 10008701440001 | Ladda upp en bild av detta fornminne      |
| Sollentuna 148:1                                  | Hällristning                     |                                    | Sollentuna, Uppland |                                                                              | 59.440193, 17.909495 | 10008701480001 | Ladda upp en bild av detta fornminne      |
| Sollentuna 148:2                                  | Hällristning                     |                                    | Sollentuna, Uppland |                                                                              | 59.440018, 17.908762 | 10008701480002 | Ladda upp en bild av detta fornminne      |
| Sollentuna 149:1                                  | Grav- och boplatsområde          |                                    | Sollentuna, Uppland |                                                                              | 59.433432, 17.948714 | 10008701490001 | Ladda upp en till bild av detta fornminne |
| Sollentuna 151:1                                  | Gravfält                         |                                    | Sollentuna, Uppland |                                                                              | 59.455724, 17.896818 | 10008701510001 | Ladda upp en bild av detta fornminne      |
| Sollentuna 156:1                                  | Stensättning                     |                                    | Sollentuna, Uppland |                                                                              | 59.483919, 17.898154 | 10008701560001 | Ladda upp en bild av detta fornminne      |
| Sollentuna 158:1                                  | Stensättning                     |                                    | Sollentuna, Uppland |                                                                              | 59.475207, 17.871406 | 10008701580001 | Ladda upp en bild av detta fornminne      |
| Sollentuna 158:2                                  | Stensättning                     |                                    | Sollentuna, Uppland |                                                                              | 59.475234, 17.871756 | 10008701580002 | Ladda upp en bild av detta fornminne      |
| Sollentuna 158:3                                  | Stensättning                     |                                    | Sollentuna, Uppland |                                                                              | 59.475105, 17.871630 | 10008701580003 | Ladda upp en bild av detta fornminne      |
| Sollentuna 159:1                                  | Stensättning                     |                                    | Sollentuna, Uppland |                                                                              | 59.482304, 17.869724 | 10008701590001 | Ladda upp en bild av detta fornminne      |
| Sollentuna 160:1                                  | Stensättning                     |                                    | Sollentuna, Uppland |                                                                              | 59.482800, 17.921672 | 10008701600001 | Ladda upp en bild av detta fornminne      |
| Sollentuna 160:2                                  | Stensättning                     |                                    | Sollentuna, Uppland |                                                                              | 59.482719, 17.921618 | 10008701600002 | Ladda upp en bild av detta fornminne      |
| Sollentuna 160:3                                  | Stensättning                     |                                    | Sollentuna, Uppland |                                                                              | 59.482904, 17.921603 | 10008701600003 | Ladda upp en bild av detta fornminne      |
| Sollentuna 162:1                                  | Stensättning                     |                                    | Sollentuna, Uppland |                                                                              | 59.474555, 17.873096 | 10008701620001 | Ladda upp en bild av detta fornminne      |
| Sollentuna 163:1                                  | Stensättning                     |                                    | Sollentuna, Uppland |                                                                              | 59.469090, 17.867094 | 10008701630001 | Ladda upp en bild av detta fornminne      |
| Sollentuna 163:2                                  | Stensättning                     |                                    | Sollentuna, Uppland |                                                                              | 59.468564, 17.866904 | 10008701630002 | Ladda upp en bild av detta fornminne      |
| Sollentuna 164:1                                  | Stensättning                     |                                    | Sollentuna, Uppland |                                                                              | 59.476828, 17.892430 | 10008701640001 | Ladda upp en bild av detta fornminne      |
| Sollentuna 165:1                                  | Stensättning                     |                                    | Sollentuna, Uppland |                                                                              | 59.465980, 17.862998 | 10008701650001 | Ladda upp en bild av detta fornminne      |
| Sollentuna 165:2                                  | Stensättning                     |                                    | Sollentuna, Uppland |                                                                              | 59.466095, 17.863004 | 10008701650002 | Ladda upp en bild av detta fornminne      |
| Sollentuna 166:3                                  | Hög                              |                                    | Sollentuna, Uppland |                                                                              | 59.459713, 17.903897 | 10008701660003 | Ladda upp en bild av detta fornminne      |
| Sollentuna 167:1                                  | Stensättning                     |                                    | Sollentuna, Uppland |                                                                              | 59.457088, 17.905908 | 10008701670001 | Ladda upp en bild av detta fornminne      |
| Sollentuna 167:2                                  | Stensättning                     |                                    | Sollentuna, Uppland |                                                                              | 59.456974, 17.905934 | 10008701670002 | Ladda upp en bild av detta fornminne      |
| Sollentuna 172:1                                  | Hög                              |                                    | Sollentuna, Uppland |                                                                              | 59.440859, 17.896508 | 10008701720001 | Ladda upp en bild av detta fornminne      |
| Sollentuna 172:2                                  | Stensättning                     |                                    | Sollentuna, Uppland |                                                                              | 59.440830, 17.896721 | 10008701720002 | Ladda upp en bild av detta fornminne      |
| Sollentuna 174:1                                  | Stensättning                     |                                    | Sollentuna, Uppland |                                                                              | 59.443328, 17.899969 | 10008701740001 | Ladda upp en bild av detta fornminne      |
| Sollentuna 177:1                                  | Stensättning                     |                                    | Sollentuna, Uppland |                                                                              | 59.465854, 17.902291 | 10008701770001 | Ladda upp en bild av detta fornminne      |
| Sollentuna 178:1                                  | Hög                              |                                    | Sollentuna, Uppland |                                                                              | 59.467663, 17.905255 | 10008701780001 | Ladda upp en bild av detta fornminne      |
| Sollentuna 181:1                                  | Stensättning                     |                                    | Sollentuna, Uppland |                                                                              | 59.440904, 17.943735 | 10008701810001 | Ladda upp en bild av detta fornminne      |
| Sollentuna 181:2                                  | Stensättning                     |                                    | Sollentuna, Uppland |                                                                              | 59.440804, 17.943410 | 10008701810002 | Ladda upp en bild av detta fornminne      |
| Sollentuna 181:3                                  | Stensättning                     |                                    | Sollentuna, Uppland |                                                                              | 59.440598, 17.943762 | 10008701810003 | Ladda upp en bild av detta fornminne      |
| Sollentuna 183:1                                  | Stensättning                     |                                    | Sollentuna, Uppland |                                                                              | 59.485878, 17.940590 | 10008701830001 | Ladda upp en bild av detta fornminne      |
| Kummelbystenen (Sollentuna 184:1)                 | Runristning                      |                                    | Sollentuna, Uppland | Kummelby kyrka                                                               | 59.415786, 17.961491 | 10008701840001 | Ladda upp en till bild av detta fornminne |
| Sollentuna 187:1                                  | Stensättning                     |                                    | Sollentuna, Uppland |                                                                              | 59.489624, 17.923232 | 10008701870001 | Ladda upp en bild av detta fornminne      |
| Sollentuna 190:1                                  | Stensättning                     |                                    | Sollentuna, Uppland |                                                                              | 59.412122, 17.946934 | 10008701900001 | Ladda upp en bild av detta fornminne      |
| Sollentuna 191:1                                  | Gravfält                         |                                    | Sollentuna, Uppland |                                                                              | 59.432341, 17.983691 | 10008701910001 | Ladda upp en bild av detta fornminne      |
| Sollentuna 201:1                                  | Gravfält                         |                                    | Sollentuna, Uppland |                                                                              | 59.486389, 17.871051 | 10008702010001 | Ladda upp en bild av detta fornminne      |
| Sollentuna 202:1                                  | Stensättning                     |                                    | Sollentuna, Uppland |                                                                              | 59.486844, 17.866729 | 10008702020001 | Ladda upp en bild av detta fornminne      |
| Sollentuna 203:1                                  | Stensättning                     |                                    | Sollentuna, Uppland |                                                                              | 59.487331, 17.866701 | 10008702030001 | Ladda upp en bild av detta fornminne      |
| Sollentuna 205:1                                  | Gravfält                         |                                    | Sollentuna, Uppland |                                                                              | 59.488730, 17.866760 | 10008702050001 | Ladda upp en bild av detta fornminne      |
| Sollentuna 207:1                                  | Stensättning                     |                                    | Sollentuna, Uppland |                                                                              | 59.489878, 17.866349 | 10008702070001 | Ladda upp en bild av detta fornminne      |
| Sollentuna 209:1                                  | Gravfält                         |                                    | Sollentuna, Uppland |                                                                              | 59.484698, 17.878144 | 10008702090001 | Ladda upp en bild av detta fornminne      |
| Sollentuna 211:1                                  | Stensättning                     |                                    | Sollentuna, Uppland |                                                                              | 59.481212, 17.880712 | 10008702110001 | Ladda upp en bild av detta fornminne      |
| Sollentuna 211:3                                  | Stensättning                     |                                    | Sollentuna, Uppland |                                                                              | 59.480816, 17.882081 | 10008702110003 | Ladda upp en bild av detta fornminne      |
| Sollentuna 212:1                                  | Stensättning                     |                                    | Sollentuna, Uppland |                                                                              | 59.481858, 17.880143 | 10008702120001 | Ladda upp en bild av detta fornminne      |
| Sollentuna 214:1                                  | Stensättning                     |                                    | Sollentuna, Uppland |                                                                              | 59.481759, 17.873557 | 10008702140001 | Ladda upp en bild av detta fornminne      |
| Sollentuna 215:1                                  | Stensättning                     |                                    | Sollentuna, Uppland |                                                                              | 59.481145, 17.868929 | 10008702150001 | Ladda upp en bild av detta fornminne      |
| Sollentuna 215:2                                  | Stensättning                     |                                    | Sollentuna, Uppland |                                                                              | 59.481079, 17.869175 | 10008702150002 | Ladda upp en bild av detta fornminne      |
| Sollentuna 215:3                                  | Stensättning                     |                                    | Sollentuna, Uppland |                                                                              | 59.481088, 17.869647 | 10008702150003 | Ladda upp en bild av detta fornminne      |
| Sollentuna 215:4                                  | Stensättning                     |                                    | Sollentuna, Uppland |                                                                              | 59.480896, 17.869632 | 10008702150004 | Ladda upp en bild av detta fornminne      |
| Sollentuna 216:1                                  | Stensättning                     |                                    | Sollentuna, Uppland |                                                                              | 59.483435, 17.867159 | 10008702160001 | Ladda upp en bild av detta fornminne      |
| Sollentuna 219:1                                  | Stensättning                     |                                    | Sollentuna, Uppland |                                                                              | 59.474007, 17.877158 | 10008702190001 | Ladda upp en bild av detta fornminne      |
| Sollentuna 219:2                                  | Stensättning                     |                                    | Sollentuna, Uppland |                                                                              | 59.474124, 17.877165 | 10008702190002 | Ladda upp en bild av detta fornminne      |
| Sollentuna 220:1                                  | Stensättning                     |                                    | Sollentuna, Uppland |                                                                              | 59.475548, 17.878542 | 10008702200001 | Ladda upp en bild av detta fornminne      |
| Sollentuna 221:1                                  | Stensättning                     |                                    | Sollentuna, Uppland |                                                                              | 59.475148, 17.875861 | 10008702210001 | Ladda upp en bild av detta fornminne      |
| Sollentuna 222:1                                  | Stensättning                     |                                    | Sollentuna, Uppland |                                                                              | 59.475591, 17.872728 | 10008702220001 | Ladda upp en bild av detta fornminne      |
| Sollentuna 222:4                                  | Stensättning                     |                                    | Sollentuna, Uppland |                                                                              | 59.475324, 17.872739 | 10008702220004 | Ladda upp en bild av detta fornminne      |
| Sollentuna 223:1                                  | Stensättning                     |                                    | Sollentuna, Uppland |                                                                              | 59.477790, 17.876583 | 10008702230001 | Ladda upp en bild av detta fornminne      |
| Sollentuna 223:2                                  | Stensättning                     |                                    | Sollentuna, Uppland |                                                                              | 59.477890, 17.876652 | 10008702230002 | Ladda upp en bild av detta fornminne      |
| Sollentuna 223:3                                  | Stensättning                     |                                    | Sollentuna, Uppland |                                                                              | 59.477692, 17.876525 | 10008702230003 | Ladda upp en bild av detta fornminne      |
| Sollentuna 224:1                                  | Gravfält                         |                                    | Sollentuna, Uppland |                                                                              | 59.477401, 17.878465 | 10008702240001 | Ladda upp en bild av detta fornminne      |
| Sollentuna 228:1                                  | Stensättning                     |                                    | Sollentuna, Uppland |                                                                              | 59.470491, 17.876200 | 10008702280001 | Ladda upp en bild av detta fornminne      |
| Sollentuna 229:1                                  | Stensättning                     |                                    | Sollentuna, Uppland |                                                                              | 59.476191, 17.892787 | 10008702290001 | Ladda upp en bild av detta fornminne      |
| Sollentuna 230:1                                  | Stensättning                     |                                    | Sollentuna, Uppland |                                                                              | 59.475264, 17.890198 | 10008702300001 | Ladda upp en bild av detta fornminne      |
| Sollentuna 230:2                                  | Stensättning                     |                                    | Sollentuna, Uppland |                                                                              | 59.475339, 17.890075 | 10008702300002 | Ladda upp en bild av detta fornminne      |
| Sollentuna 230:3                                  | Stensättning                     |                                    | Sollentuna, Uppland |                                                                              | 59.475413, 17.890195 | 10008702300003 | Ladda upp en bild av detta fornminne      |
| Sollentuna 230:4                                  | Stensättning                     |                                    | Sollentuna, Uppland |                                                                              | 59.475042, 17.890655 | 10008702300004 | Ladda upp en bild av detta fornminne      |
| Sollentuna 232:1                                  | Stensättning                     |                                    | Sollentuna, Uppland |                                                                              | 59.472980, 17.872216 | 10008702320001 | Ladda upp en bild av detta fornminne      |
| Sollentuna 233:1                                  | Stensättning                     |                                    | Sollentuna, Uppland |                                                                              | 59.473769, 17.872501 | 10008702330001 | Ladda upp en bild av detta fornminne      |
| Sollentuna 233:2                                  | Stensättning                     |                                    | Sollentuna, Uppland |                                                                              | 59.473931, 17.873126 | 10008702330002 | Ladda upp en bild av detta fornminne      |
| Sollentuna 234:1                                  | Fornborg                         |                                    | Sollentuna, Uppland | Ö om Villastaden                                                             | 59.468374, 17.841505 | 10008702340001 | Ladda upp en bild av detta fornminne      |
| Sollentuna 236:1                                  | Stensättning                     |                                    | Sollentuna, Uppland |                                                                              | 59.468777, 17.863942 | 10008702360001 | Ladda upp en bild av detta fornminne      |
| Sollentuna 236:2                                  | Stensättning                     |                                    | Sollentuna, Uppland |                                                                              | 59.468933, 17.863707 | 10008702360002 | Ladda upp en bild av detta fornminne      |
| Sollentuna 239:1                                  | Stensättning                     |                                    | Sollentuna, Uppland |                                                                              | 59.464275, 17.865331 | 10008702390001 | Ladda upp en bild av detta fornminne      |
| Sollentuna 240:1                                  | Stensättning                     |                                    | Sollentuna, Uppland |                                                                              | 59.466135, 17.868779 | 10008702400001 | Ladda upp en bild av detta fornminne      |
| Sollentuna 240:2                                  | Stensättning                     |                                    | Sollentuna, Uppland |                                                                              | 59.466040, 17.868837 | 10008702400002 | Ladda upp en bild av detta fornminne      |
| Sollentuna 241:1                                  | Stensättning                     |                                    | Sollentuna, Uppland |                                                                              | 59.466932, 17.869501 | 10008702410001 | Ladda upp en bild av detta fornminne      |
| Sollentuna 241:2                                  | Stensättning                     |                                    | Sollentuna, Uppland |                                                                              | 59.467000, 17.869611 | 10008702410002 | Ladda upp en bild av detta fornminne      |
| Sollentuna 242:1                                  | Stensättning                     |                                    | Sollentuna, Uppland |                                                                              | 59.465306, 17.868774 | 10008702420001 | Ladda upp en bild av detta fornminne      |
| Sollentuna 242:2                                  | Stensättning                     |                                    | Sollentuna, Uppland |                                                                              | 59.465439, 17.868827 | 10008702420002 | Ladda upp en bild av detta fornminne      |
| Sollentuna 242:3                                  | Stensättning                     |                                    | Sollentuna, Uppland |                                                                              | 59.465212, 17.869358 | 10008702420003 | Ladda upp en bild av detta fornminne      |
| Sollentuna 242:4                                  | Stensättning                     |                                    | Sollentuna, Uppland |                                                                              | 59.465723, 17.869681 | 10008702420004 | Ladda upp en bild av detta fornminne      |
| Sollentuna 242:5                                  | Stensättning                     |                                    | Sollentuna, Uppland |                                                                              | 59.464990, 17.869286 | 10008702420005 | Ladda upp en bild av detta fornminne      |
| Sollentuna 245:1                                  | Borg                             |                                    | Sollentuna, Uppland |                                                                              | 59.470046, 17.922154 | 10008702450001 | Ladda upp en bild av detta fornminne      |
| Sollentuna 247:1                                  | Hög                              |                                    | Sollentuna, Uppland |                                                                              | 59.480641, 17.923378 | 10008702470001 | Ladda upp en bild av detta fornminne      |
| Sollentuna 248:1                                  | Gravfält                         |                                    | Sollentuna, Uppland |                                                                              | 59.482516, 17.921014 | 10008702480001 | Ladda upp en bild av detta fornminne      |
| Sollentuna 249:1                                  | Stensättning                     |                                    | Sollentuna, Uppland |                                                                              | 59.481529, 17.922551 | 10008702490001 | Ladda upp en bild av detta fornminne      |
| Rotebro skans / stridsborg (Sollentuna 255:1)     | Fornborg                         |                                    | Sollentuna, Uppland | Rotebro, Rotsunda skola                                                      | 59.483132, 17.913343 | 10008702550001 | Ladda upp en bild av detta fornminne      |
| Borgen (Sollentuna 255:2)                         | Stensättning                     |                                    | Sollentuna, Uppland |                                                                              | 59.483036, 17.913271 | 10008702550002 | Ladda upp en bild av detta fornminne      |
| Sollentuna 258:1                                  | Hög                              |                                    | Sollentuna, Uppland |                                                                              | 59.458401, 17.918791 | 10008702580001 | Ladda upp en bild av detta fornminne      |
| Sollentuna 258:2                                  | Hög                              |                                    | Sollentuna, Uppland |                                                                              | 59.458537, 17.918792 | 10008702580002 | Ladda upp en bild av detta fornminne      |
| Sollentuna 264:1                                  | Stensättning                     |                                    | Sollentuna, Uppland |                                                                              | 59.457998, 17.905353 | 10008702640001 | Ladda upp en bild av detta fornminne      |
| U 102 (Sollentuna 265:1)                          | Runristning                      |                                    | Sollentuna, Uppland |                                                                              | 59.454557, 17.901341 | 10008702650001 | Ladda upp en till bild av detta fornminne |
| Sollentuna 266:1                                  | Stensättning                     |                                    | Sollentuna, Uppland |                                                                              | 59.454536, 17.902359 | 10008702660001 | Ladda upp en bild av detta fornminne      |
| Sollentuna 267:1                                  | Stensättning                     |                                    | Sollentuna, Uppland |                                                                              | 59.454509, 17.900605 | 10008702670001 | Ladda upp en bild av detta fornminne      |
| Sollentuna 267:2                                  | Stensättning                     |                                    | Sollentuna, Uppland |                                                                              | 59.454514, 17.900827 | 10008702670002 | Ladda upp en bild av detta fornminne      |
| Sollentuna 267:3                                  | Stensättning                     |                                    | Sollentuna, Uppland |                                                                              | 59.454513, 17.901014 | 10008702670003 | Ladda upp en bild av detta fornminne      |
| Sollentuna 268:1                                  | Gravfält                         |                                    | Sollentuna, Uppland |                                                                              | 59.457218, 17.895969 | 10008702680001 | Ladda upp en bild av detta fornminne      |
| Sollentuna 269:1                                  | Stensättning                     |                                    | Sollentuna, Uppland |                                                                              | 59.458235, 17.884184 | 10008702690001 | Ladda upp en bild av detta fornminne      |
| Sollentuna 270:1                                  | Gravfält                         |                                    | Sollentuna, Uppland |                                                                              | 59.459635, 17.894149 | 10008702700001 | Ladda upp en bild av detta fornminne      |
| Sollentuna 271:1                                  | Stensättning                     |                                    | Sollentuna, Uppland |                                                                              | 59.449131, 17.925865 | 10008702710001 | Ladda upp en bild av detta fornminne      |
| Sollentuna 271:2                                  | Hög                              |                                    | Sollentuna, Uppland |                                                                              | 59.449218, 17.925621 | 10008702710002 | Ladda upp en bild av detta fornminne      |
| Sollentuna 271:3                                  | Hög                              |                                    | Sollentuna, Uppland |                                                                              | 59.449266, 17.925459 | 10008702710003 | Ladda upp en bild av detta fornminne      |
| Sollentuna 271:4                                  | Hög                              |                                    | Sollentuna, Uppland |                                                                              | 59.449365, 17.925469 | 10008702710004 | Ladda upp en bild av detta fornminne      |
| Sollentuna 275:1                                  | Grav- och boplatsområde          |                                    | Sollentuna, Uppland |                                                                              | 59.438506, 17.922449 | 10008702750001 | Ladda upp en bild av detta fornminne      |
| Sollentuna 276:1                                  | Gravfält                         |                                    | Sollentuna, Uppland |                                                                              | 59.435144, 17.928485 | 10008702760001 | Ladda upp en bild av detta fornminne      |
| Sollentuna 278:1                                  | Gravfält                         |                                    | Sollentuna, Uppland |                                                                              | 59.431297, 17.947879 | 10008702780001 | Ladda upp en till bild av detta fornminne |
| Sollentuna 280:1                                  | Hög                              |                                    | Sollentuna, Uppland |                                                                              | 59.437409, 17.949584 | 10008702800001 | Ladda upp en till bild av detta fornminne |
| Sollentuna 281:1                                  | Hög                              |                                    | Sollentuna, Uppland |                                                                              | 59.436244, 17.946960 | 10008702810001 | Ladda upp en bild av detta fornminne      |
| Sollentuna 281:2                                  | Stensättning                     |                                    | Sollentuna, Uppland |                                                                              | 59.436119, 17.946802 | 10008702810002 | Ladda upp en bild av detta fornminne      |
| Sollentuna 281:3                                  | Stensättning                     |                                    | Sollentuna, Uppland |                                                                              | 59.436352, 17.946537 | 10008702810003 | Ladda upp en bild av detta fornminne      |
| Sollentuna 283:1                                  | Gravfält                         |                                    | Sollentuna, Uppland |                                                                              | 59.444592, 17.941286 | 10008702830001 | Ladda upp en bild av detta fornminne      |
| Sollentuna 285:1                                  | Gravfält                         |                                    | Sollentuna, Uppland |                                                                              | 59.442031, 17.942277 | 10008702850001 | Ladda upp en till bild av detta fornminne |
| Sollentuna 286:1                                  | Gravfält                         |                                    | Sollentuna, Uppland |                                                                              | 59.440753, 17.942226 | 10008702860001 | Ladda upp en bild av detta fornminne      |
| Sollentuna 289:1                                  | Gravfält                         |                                    | Sollentuna, Uppland |                                                                              | 59.439144, 17.946140 | 10008702890001 | Ladda upp en till bild av detta fornminne |
| Sollentuna 292:1                                  | Hög                              |                                    | Sollentuna, Uppland |                                                                              | 59.443626, 17.934044 | 10008702920001 | Ladda upp en bild av detta fornminne      |
| Sollentuna 292:2                                  | Stensättning                     |                                    | Sollentuna, Uppland |                                                                              | 59.443612, 17.934321 | 10008702920002 | Ladda upp en bild av detta fornminne      |
| Sollentuna 292:3                                  | Stensättning                     |                                    | Sollentuna, Uppland |                                                                              | 59.443482, 17.933885 | 10008702920003 | Ladda upp en bild av detta fornminne      |
| Sollentuna 294:1                                  | Stensättning                     |                                    | Sollentuna, Uppland |                                                                              | 59.445577, 17.929797 | 10008702940001 | Ladda upp en bild av detta fornminne      |
| Sollentuna 294:2                                  | Stensättning                     |                                    | Sollentuna, Uppland |                                                                              | 59.445653, 17.929775 | 10008702940002 | Ladda upp en bild av detta fornminne      |
| Sollentuna 295:1                                  | Gravfält                         |                                    | Sollentuna, Uppland |                                                                              | 59.431233, 17.944780 | 10008702950001 | Ladda upp en bild av detta fornminne      |
| Sollentuna 296:1                                  | Gravfält                         |                                    | Sollentuna, Uppland |                                                                              | 59.432911, 17.937271 | 10008702960001 | Ladda upp en bild av detta fornminne      |
| Sollentuna 298:1                                  | Gravfält                         |                                    | Sollentuna, Uppland |                                                                              | 59.430784, 17.934703 | 10008702980001 | Ladda upp en bild av detta fornminne      |
| Sollentuna 301:1                                  | Hög                              |                                    | Sollentuna, Uppland |                                                                              | 59.458501, 17.900529 | 10008703010001 | Ladda upp en bild av detta fornminne      |
| Sollentuna 301:2                                  | Hög                              |                                    | Sollentuna, Uppland |                                                                              | 59.458378, 17.900572 | 10008703010002 | Ladda upp en bild av detta fornminne      |
| Sollentuna 316:1                                  | Hällristning                     |                                    | Sollentuna, Uppland |                                                                              | 59.440735, 17.908941 | 10008703160001 | Ladda upp en bild av detta fornminne      |
| Sollentuna 316:2                                  | Hällristning                     |                                    | Sollentuna, Uppland |                                                                              | 59.440867, 17.908606 | 10008703160002 | Ladda upp en bild av detta fornminne      |
| Sollentuna 320:1                                  | Hällristning                     |                                    | Sollentuna, Uppland |                                                                              | 59.488389, 17.869725 | 10008703200001 | Ladda upp en bild av detta fornminne      |
| Kummelhagen (Sollentuna 323:1)                    | Stensättning                     |                                    | Sollentuna, Uppland |                                                                              | 59.458407, 17.983036 | 10008703230001 | Ladda upp en bild av detta fornminne      |
| Sollentuna 324:1                                  | Stensättning                     |                                    | Sollentuna, Uppland |                                                                              | 59.459843, 17.981963 | 10008703240001 | Ladda upp en bild av detta fornminne      |
| Sollentuna 325:1                                  | Stensättning                     |                                    | Sollentuna, Uppland |                                                                              | 59.459253, 17.978310 | 10008703250001 | Ladda upp en bild av detta fornminne      |
| Sollentuna 329:1                                  | Stensättning                     |                                    | Sollentuna, Uppland |                                                                              | 59.462494, 17.976309 | 10008703290001 | Ladda upp en bild av detta fornminne      |
| Sollentuna 333:3                                  | Stensättning                     |                                    | Sollentuna, Uppland |                                                                              | 59.459044, 17.982161 | 10008703330003 | Ladda upp en bild av detta fornminne      |
| Sollentuna 340:1                                  | Stensättning                     |                                    | Sollentuna, Uppland |                                                                              | 59.486385, 17.920530 | 10008703400001 | Ladda upp en bild av detta fornminne      |
| Sollentunaholm (Sollentuna 352:1)                 | Slott/herresäte                  |                                    | Sollentuna, Uppland |                                                                              | 59.466624, 17.924054 | 10008703520001 | Ladda upp en bild av detta fornminne      |
| Sollentuna 356:1                                  | Stensättning                     |                                    | Sollentuna, Uppland |                                                                              | 59.479344, 17.871773 | 10008703560001 | Ladda upp en bild av detta fornminne      |
| Sollentuna 364:3                                  | Stensättning                     |                                    | Sollentuna, Uppland |                                                                              | 59.482502, 17.923403 | 10008703640003 | Ladda upp en bild av detta fornminne      |
| Sollentuna 364:6                                  | Stensättning                     |                                    | Sollentuna, Uppland |                                                                              | 59.481789, 17.923349 | 10008703640006 | Ladda upp en bild av detta fornminne      |
| Sollentuna 364:9                                  | Stensättning                     |                                    | Sollentuna, Uppland |                                                                              | 59.482449, 17.924038 | 10008703640009 | Ladda upp en bild av detta fornminne      |
| Sollentuna 373:1                                  | Hög                              |                                    | Sollentuna, Uppland |                                                                              | 59.480550, 17.917663 | 10008703730001 | Ladda upp en bild av detta fornminne      |
| Sollentunaholm (Sollentuna 383:1)                 | Slott/herresäte                  |                                    | Sollentuna, Uppland |                                                                              | 59.468091, 17.924997 | 10008703830001 | Ladda upp en bild av detta fornminne      |
| Sollentuna 387:1                                  | Stensättning                     |                                    | Sollentuna, Uppland |                                                                              | 59.460842, 17.981522 | 10008703870001 | Ladda upp en bild av detta fornminne      |
| Sollentuna 397:1                                  | Hällristning                     |                                    | Sollentuna, Uppland |                                                                              | 59.442628, 17.900359 | 10008703970001 | Ladda upp en bild av detta fornminne      |
| Sollentuna 409                                    | Stensättning                     |                                    | Sollentuna, Uppland |                                                                              | 59.452204, 17.985492 | 12000000028555 | Ladda upp en bild av detta fornminne      |
| Sollentuna 412                                    | Stensättning                     |                                    | Sollentuna, Uppland |                                                                              | 59.451934, 17.985563 | 12000000028558 | Ladda upp en bild av detta fornminne      |
| Sollentuna 420                                    | Husgrund, förhistorisk/medeltida |                                    | Sollentuna, Uppland |                                                                              | 59.451564, 17.987235 | 12000000028784 | Ladda upp en bild av detta fornminne      |
| Sollentuna 432                                    | Stensättning                     |                                    | Sollentuna, Uppland |                                                                              | 59.458472, 17.982974 | 12000000079851 | Ladda upp en bild av detta fornminne      |
| Sollentuna 434                                    | Hällristning                     |                                    | Sollentuna, Uppland |                                                                              | 59.420732, 17.953702 | 12000000080595 | Ladda upp en bild av detta fornminne      |
| Sollentuna 440                                    | Stensättning                     |                                    | Sollentuna, Uppland |                                                                              | 59.450254, 18.000144 | 12000000082648 | Ladda upp en bild av detta fornminne      |
| Sollentuna 441                                    | Stensättning                     |                                    | Sollentuna, Uppland |                                                                              | 59.450097, 18.000122 | 12000000082649 | Ladda upp en bild av detta fornminne      |